# Raptobaetopus
Raptobaetopus is een geslacht van haften (Ephemeroptera) uit de familie Baetidae.

## Soorten
Het geslacht Raptobaetopus omvat de volgende soorten:
- Raptobaetopus orientalis
- Raptobaetopus tenellus